# Municipio de Humboldt (Iowa)
El municipio de Humboldt (en inglés: Humboldt Township) es un municipio ubicado en el condado de Humboldt en el estado estadounidense de Iowa. En el año 2010 tenía una población de 528 habitantes y una densidad poblacional de 5,57 personas por km².

## Geografía
El municipio de Humboldt se encuentra ubicado en las coordenadas 42°52′10″N 94°8′16″O / 42.86944, -94.13778. Según la Oficina del Censo de los Estados Unidos, el municipio tiene una superficie total de 94.72 km², de la cual 94,69 km² corresponden a tierra firme y (0,02 %) 0,02 km² es agua.

## Demografía
Según el censo de 2010, había 528 personas residiendo en el municipio de Humboldt. La densidad de población era de 5,57 hab./km². De los 528 habitantes, el municipio de Humboldt estaba compuesto por el 96,78 % blancos, el 0,38 % eran afroamericanos, el 0,19 % eran amerindios, el 1,7 % eran de otras razas y el 0,95 % eran de una mezcla de razas. Del total de la población el 2,65 % eran hispanos o latinos de cualquier raza.